# Alonina longipes
Alonina longipes là một loài bướm đêm thuộc họ Sesiidae. Nó được tìm thấy ở Gabon.